# Мейер, Андрей Казимирович
Андрей Казимирович Мейер (1742―1807, Георгиевск) ― генерал-майор, российский естествовед, историк, писатель и этнограф второй половины XVIII века.

## Биография
По происхождению саксонец; «древнейшей саксонской дворянской фамилии, из которой один был посланным при Борисе Федоровиче Годунове по делам Новгородской торговли…»
Андрей Мейер поступил в военную службу в 1766 г. В 1783 г. был адъютантом артиллерийского бомбардирского полка, в том же году подполковником Херсонского гренадерского полка. В 1798—1800 полковник Херсонского гренадерского полка. В 1802—1807 гг. шеф Казанского 64-го пехотного полка. С 1807 г. — генерал-майор. Умер в Георгиевске после возвращения из дербентского похода.

## Научная деятельность
Член Вольного Российского собрания при Московском университете и Вольного экономического общества.
Составлял «Ботанический словарь», посвященный Екатерине II. Предполагалось 5 томов, но вышли только 1-я и 2-я книги, 1781—1783. Для публикации словаря Екатерина пожаловала автору в 1782 г. 400 рублей. Книга печаталась Н. И. Новиковым в университетской типографии. Во 2-м томе опубликовано похвальное стихотворение В. Г. Рубана автору словаря.
В 1781 г. Мейер опубликовал перевод французской книги Фридриха II Прусского «О немецких словесных науках…». Перевёл с немецкого и полемический ответ немецкого учёного И.-Ф.-В. Иерузалема на книгу Фридриха II. Перевод французской книги П. Вунцеля «Рассуждение о моровой язве» (1791) Мейер посвятил Г. А. Потёмкину.
В 1786 г. подготовил «Описание Кричевского графства, или бывшего староства», где описал природу, быт и культуру жителей современных Кричевского, Климовичского, Хотимского, Костюковичского и Краснопольского районов Белоруссии. Рукопись хранится в Казанском университете. Опубликована с сокращениями Е. Р. Романовым в «Могилёвской старине», 1901, вып. 2.
«Повественное <…> описание Очаковской земли…» (1794), посвященное П. А. Зубову, из трех частей: истории территории, характеристики полезных ископаемых и почвы описания флоры и фауны. Интересны рассуждения Мейера о древних племенах, живших здесь. Мейер ссылается на античных и средневековых авторов. Много в сочинении наблюдений народного быта, он, например, замечает, что «жители этих мест корни девясила сушат и курят им свои жилища в тех мыслях, что он очищает воздух и предохраняет от всех болезней».
Впервые о благодатных почвах Молдавии написал также Мейер. В 1794 г. для генерального штаба он составил военно-географическое описание Бессарабии и соседних украинских районов. По Мейеру, от берегов Чёрного моря к северу «внутреннее качество земли от места до места становится лучшим» и появляется «настоящего чернозему слой». Мейер даже вырыл яму и до глубины «трех локтей» (больше метра) нашел «сию землю, которая будучи влажноватою, казалась совершенно черной».

## Стихотворчество
Сочинял стихи. Так, известно его стихотворение, посвященное А. А. Вяземскому о духовной ценности человека. В 1801 г. выступил с «Одой императору Александру Павловичу».
В «Собеседнике» Мейер опубликовал стихи «Надпись к российским государям» (1783) — собрание афористических двустиший и четверостиший о правителях России с изначалья до конца XVIII века. В «Собеседнике» же появилась ироническая рецензия на Мейера: «Господин сочинитель со временем и всю историю российскую в мадригалах, а потом, может быть, и Четьи-Минеи вздумает переложить стихами… посоветовал бы сему сочинителю стараться лучше о приобретении больших знаний в тех науках, в коих опыты он с нарочным успехом показал…».

## Сочинения
- Ботанической подробной словарь, или Травник… ― М., 1781—1783.
- Фридрих, король Прусский. О немецких словесных науках, их недостатках, тому причинах и какими способами оныя исправлены быть могут. ― М., 1781.
- Повественное, землемерное и естествословное описание Очаковския земли, содержащееся в двух донесениях. Печатано у И. К. Шнора, 1794, 203 с.